# Berneuil-en-Bray
Berneuil-en-Bray é uma comuna francesa na região administrativa de Altos da França, no departamento de Oise. Estende-se por uma área de 15,15 km². Em 2010 a comuna tinha 818 habitantes (densidade: 54 hab./km²).